# نینوا (ایندیانا)
نینوا (به انگلیسی: Nineveh) یک منطقهٔ مسکونی در ایالات متحده آمریکا است که در شهرستان جانسون، ایندیانا واقع شده‌است. نینوا ۲۳۵٫۰ متر بالاتر از سطح دریا واقع شده‌است.